# Operacja Ivory Coast
Operacja Ivory Coast – misja ratunkowa przeprowadzona przez Siły Operacji Specjalnych Stanów Zjednoczonych i inne amerykańskie formacje wojskowe podczas wojny w Wietnamie w celu uwolnienia amerykańskich jeńców wojennych. Była to pierwsza wspólna operacja wojskowa w historii Stanów Zjednoczonych przeprowadzona pod bezpośrednim nadzorem szefa Kolegium Połączonych Szefów Sztabów. Specjalnie wybrani do tej akcji komandosi intensywnie trenowali i ćwiczyli operację w bazie lotniczej Eglin na Florydzie, podczas gdy od 25 maja do 20 listopada 1970 roku trwało planowanie i zbieranie informacji wywiadowczych.
21 listopada 1970 roku połączone siły sił powietrznych Stanów Zjednoczonych i armii Stanów Zjednoczonych dowodzone przez generała brygady sił powietrznych LeRoya J. Manora i pułkownika armii Arthura D. „Bulla” Simonsa dokonały desantu śmigłowcowego 56 żołnierzy sił specjalnych w obozie jenieckim w Sơn Tây, położonym 37 km na zachód od Hanoi w Wietnamie Północnym. Celem operacji było uwolnienie 61 amerykańskich jeńców wojennych, którzy mieli być tam przetrzymywani. Podczas akcji ustalono, że w obozie nie ma żadnych jeńców, ponieważ niedawno zostali przeniesieni do innych miejsc.
Pomimo nieosiągnięcia głównego celu operacji, samo wykonanie rajdu było niemal bezbłędne, z zaledwie dwoma rannymi i dwoma straconymi samolotami (przy czym strata jednego z nich była spowodowana planowanym lądowaniem awaryjnym podczas ataku na obóz). Krytyka braku wykrycia przeniesienia jeńców przed akcją, zarówno ta publiczna, jak i wewnętrzna w administracji prezydenta Richarda Nixona, doprowadziła rok później do poważnej reorganizacji amerykańskiej sieci wywiadowczej.

## Planowanie, organizacja i szkolenie

### Polar Circle
Koncepcja przeprowadzenia misji ratunkowej w Wietnamie Północnym zrodziła się 9 maja 1970 roku. Jednostka wywiadowcza sił powietrznych doszła do wniosku na podstawie analizy zdjęć lotniczych, że w kompleksie w pobliżu Sơn Tây, podejrzewanym od końca 1968 roku o bycie obozem jenieckim, jest przetrzymywanych 55 amerykańskich jeńców wojennych i że co najmniej sześciu z nich pilnie potrzebuje ratunku. W promieniu 8 km od obozu stacjonowało 12 000 żołnierzy Wietnamu Północnego. Po potwierdzeniu tych ustaleń generał brygady James R. Allen, zastępca dyrektora ds. planowania i polityki w Kwaterze Głównej USAF, spotkał się 25 maja w Pentagonie z generałem brygady armii Donaldem Blackburnem, specjalnym asystentem ds. przeciwdziałania powstaniu i działań specjalnych (SACSA). Blackburn podlegał bezpośrednio szefowi Kolegium Połączonych Szefów Sztabów i był również pierwszym dowódcą tajnej Grupy Studyjno-Obserwacyjnej w Wietnamie.
Blackburn natychmiast spotkał się z generałem Earle G. Wheelerem, ustępującym szefem Kolegium Połączonych Szefów Sztabów, aby zalecić misję uratowania jeńców wojennych w Son Tây. Aby zbadać wykonalność takiej akcji, Wheeler powołał 15-osobową grupę planistyczną pod kryptonimem Polar Circle, która zebrała się 10 czerwca. Jednym z jej członków był oficer, który wziął udział w podobnym rajdzie jako pilot śmigłowca ratunkowego. Grupa studyjna, po przeglądzie wszystkich dostępnych informacji wywiadowczych, doszła do wniosku, że w Sơn Tây przebywało 61 jeńców wojennych.
Kiedy propozycja Blackburna, aby sam poprowadził misję, została odrzucona, 13 lipca poprosił on pułkownika Arthura D. Simonsa o dowodzenie personelem armii. Baza lotnicza Eglin została wybrana jako wspólne miejsce szkolenia dla sił desantowych. Selekcja personelu przebiegała pomimo sprzeciwów Korpusu Piechoty Morskiej, który został wykluczony z udziału w akcji. Jednak selekcja i planowanie były prowadzone przez „operatorów” sił specjalnych, a nie przez Połączonych Szefów Sztabów, aby uniknąć wojskowej partykularności i możliwy był wybór żołnierzy na potrzeby misji według ich doświadczenia bojowego w Azji Południowo-Wschodniej i umiejętności operacyjnych, a nie stopnia wojskowego lub rodzaju służby.

## Ivory Coast
Druga faza, operacja Ivory Coast, rozpoczęła się 8 sierpnia 1970 roku, kiedy admirał Thomas H. Moorer, nowy szef Połączonych Szefów Sztabów, wyznaczył Manora na dowódcę, a Simonsa na zastępcę dowódcy grupy zadaniowej. Ivory Coast było fazą organizacji, planowania, szkolenia i przerzutu sił operacyjnych. Manor założył ośrodek szkoleniowy Sił Powietrznych w Duke Field w Eglin i zgromadził 27-osobowy zespół planistyczny, w tym 11 osób biorących udział w pierwszej fazie planowania operacji.
Simons wybrał 103 osoby po odbyciu rozmów z 500 ochotnikami, większość z nich stanowili żołnierze sił specjalnych 6. i 7 Grupy Sił Specjalnych z Fort Bragg w Karolinie Północnej. Planiści USAF wybrali kluczowych dowódców sił powietrznych, którzy następnie wybrali personel do swoich załóg. Załogi śmigłowców i samolotów A-1 Skyraider zostały złożone z instruktorów służących w Eglin, a ich personel powrócił z Azji Południowo-Wschodniej. Dwie załogi samolotów C-130E(I) Combat Talon zostały utworzone z eskadr stacjonujących w Niemczech Zachodnich i Karolinie Północnej. Następnie wszyscy zostali poproszeni o zgłoszenie się na ochotnika do tymczasowego przydziału służbowego bez dodatkowego wynagrodzenia i bez otrzymania informacji o charakterze misji. Do projektu wybrano 103 żołnierzy armii i 116 żołnierzy sił powietrznych USA, w tym żołnierzy sił lądowych, członków załóg lotniczych, członków oddziałów wsparcia i planistów. Grupa zadaniowa składająca się z 219 osób planowała, szkoliła się i działała pod nazwą „Joint Contingency Task Group” (JCTG).
Planiści ustalili szczegóły nocnego rajdu, których kluczowymi punktami były bezchmurna pogoda i kwadra Księżyca na wysokości 35 stopni nad horyzontem, zapewniająca optymalną widoczność podczas lotu na małej wysokości. Na podstawie tych parametrów zidentyfikowano dwa „okna” na przeprowadzenie misji: 18–25 października i 18–25 listopada. Szkolenie odbywało się na poligonie C-2 w Eglin, z wykorzystaniem dokładnej, ale prymitywnie wykonanej repliki kompleksu obozowego do ćwiczeń ataku oraz miniaturowego modelu obozu na stole o wymiarach 5 na 5 stóp (o nazwie kodowej „Barbara”) za 60 000 dolarów w celu zapoznania się z planami obiektu.

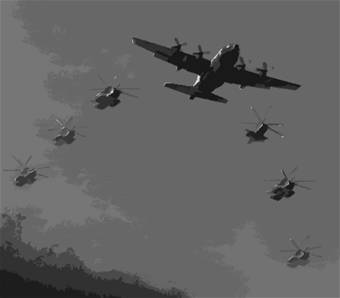
Treningowa formacja pokazująca śmigłowce w szyku nawigacyjnym za samolotem Combat Talon. HH-3E leci trzeci od prawej

Załogi lotnicze spędziły 1054 godziny w południowej Alabamie, Georgii i na Florydzie, prowadząc szkolenia w zakresie „odmiennych formacji (samolotów)” z użyciem śmigłowców UH-1H i HH-3E w nocy i na niskim pułapie (profil lotu, dla którego dwie wybrane załogi musiały wprowadzić zmiany w procedurach) i zdobywając doświadczenie w szkoleniu nawigacyjnym z wykorzystaniem termowizji (FLIR), która do czasu Ivory Coast nie była częścią wyposażenia elektronicznego Combat Talon. Wybrano i udoskonalono formację V, w której wolniejsze śmigłowce ustawiały się w szeregu nieco nad i za każdym skrzydłem samolotu eskortowego Combat Talon, aby zapewnić śmigłowcom prędkość niezbędną do dotrzymania kroku Talonom lecącym tuż powyżej ich prędkości przeciągnięcia.
Szkolenie sił specjalnych rozpoczęło się 9 września, przechodząc do fazy szkolenia nocnego 17 września i wspólnego szkolenia z załogami lotniczymi 28 września. Podejmowano sześć prób akcji na dobę, trzy z nich w godzinach nocnych. Do 6 października żołnierze sił specjalnych przeprowadzili łącznie 170 sesji ćwiczebnych wszystkich lub wybranych faz misji na makiecie obozu, wiele z nich z użyciem ostrej amunicji. Tego dnia została przeprowadzona pierwsza nocna pełnowymiarowa próba generalna z wykorzystaniem UH-1H jako śmigłowca szturmowego, która obejmowała 5,5-godzinny lot wszystkich samolotów na dystansie 1106 km, odtwarzając czas, prędkości, wysokości i zwroty z planu misji. Próba ta oznaczała zarazem koniec koncepcji użycia UH-1, gdyż jego mały przedział pasażerski powodował skurcze nóg u żołnierzy sił specjalnych, co całkowicie zakłóciłoby czas ich ataku, niwelując jedyną przewagę UH-1 (mniejszy promień wirnika) nad większym HH-3. Dwie kolejne całonocne próby i łącznie 31 ćwiczebnych lądowań HH-3E na dziedzińcu makiety potwierdziły ten wybór.
24 września Manor zalecił Sekretarzowi Obrony USA Melvinowi Lairdowi zatwierdzenie terminu październikowego, przy czym 21 października był najbardziej prawdopdoboną datą wykonania misji. Jednak na odprawie w Białym Domu 8 października z doradcą ds. bezpieczeństwa narodowego Henrym Kissingerem i generałem Alexandrem M. Haigiem Kissinger opóźnił misję do listopada, ponieważ prezydent Nixon nie był wtedy obecny w Waszyngtonie i nie mógł zostać poinformowany na czas o zatwierdzeniu terminu październikowego. To opóźnienie, choć stwarzało ryzyko naruszenia tajemnicy misji, przyniosło korzyści w postaci przedłużonego szkolenia, nabycia sprzętu noktowizyjnego i lepszego rozpoznania obozu.
Manor i Simons spotkali się z dowódcą Task Force 77, wiceadmirałem Fredericem A. Bardsharem, na pokładzie jego okrętu flagowego USS „America” 5 listopada, aby zorganizować misję dywersyjną, która miała zostać przeprowadzona przez samoloty marynarki wojennej. Ze względu na ograniczenia polityki wstrzymania bombardowań Wietnamu, samoloty marynarki wojennej nie mogły przenosić uzbrojenia, z wyjątkiem kilku maszyn przeznaczonych do poszukiwań i ratownictwa bojowego (CSAR).
W dniach od 10 do 18 listopada JCTG przeniosła się do swojej bazy przejściowej przy bazie Takhli Królewskich Tajskich Sił Powietrznych w Tajlandii. Combat Talons, używające znaków wywoławczych Daw 43 i Thumb 66 pod pretekstem uczestnictwa w projekcie Heavy Chain, opuściły Eglin 10 listopada, poleciały do bazy sił powietrznych Norton w Kalifornii, a następnie przeleciały przez bazę sił powietrznych Hickam na Hawajach i bazę sił powietrznych Kadena na Okinawie, docierając do Takhli 14 listopada. Następnego dnia cztery C-141 Starlifter startowały po jednym dziennie (aby uniknąć wrażenia, że trwa poważna operacja), przewożąc kontyngent armijny JCTG, jego sprzęt i śmigłowiec UH-1 z Eglin do Tajlandii. Personel sił specjalnych przybył do Tajlandii o 3:00 czasu lokalnego 18 listopada, a później tego samego dnia prezydent Nixon zatwierdził wykonanie misji, rozpoczynając jej ostatnią fazę, operację Kingpin.
Po przezwyciężeniu sporu kompetencyjnego z 1 Grupą Meteorologiczną w bazie lotniczej Tan Son Nhut w Wietnamie Południowym, planiści zaczęli obserwować pogodę w tygodniu poprzedzającym przewidywaną datę misji. 18 listopada tajfun Patsy uderzył w Filipiny i skierował się na zachód w kierunku Hanoi. Prognozy pogody wskazywały, że Patsy spowoduje złą pogodę nad Zatoką Tonkińską 21 listopada, uniemożliwiając operacje wsparcia lotniskowców i zbiegając się z chłodnym frontem atmosferycznym nadchodzącym z południowych Chin, co przełoży się na złe warunki nad Wietnamem Północnym przez resztę listopadowych dni, w których możliwe było wykonanie misji. Obecność chłodnego frontu wskazywała jednak, że 20 listopada warunki do nawigacji niskopoziomowych lotów penetracyjnych w obszarze docelowym będą dobre i prawdopodobnie akceptowalne nad Laosem. Lot rozpoznawczy wykonany po południu 20 listopada przez RF-4C Phantom ze specjalistą od pogody na pokładzie potwierdził tę prognozę. Manor zdecydował się przyspieszyć wykonanie misji o 24 godziny, odrzucając drugą możliwość, jaką było opóźnienie akcji o pięć dni.
Manor wydał formalny rozkaz rozpoczęcia misji o 15:56 czasu lokalnego 20 listopada, gdy siły rajdowe były w końcowej fazie odpoczynku załogi, i zebrał cały kontyngent naziemny na krótką odprawę dotyczącą celu i czasu startu. Po odprawie Manor i jego sztab polecieli samolotem T-39 Sabreliner do bazy lotniczej Đà Nẵng, gdzie mieli monitorować misję z Centrum Kontroli Powietrznej USAF, Sektor Północny (TACC/NS) w Monkey Mountain Facility. Trzy C-130, które wcześniej stacjonowały na lotnisku U-Tapao Królewskiej Marynarki Wojennej Tajlandii, przybyły do Takhli, aby przetransportować kontyngent armijny i załogi śmigłowców do bazy Udorn, a pilotów A-1 do Nakhon Phanom.

## Organizacja misji

### Siły specjalne
56 żołnierzy sił specjalnych wybranych do przeprowadzenia akcji zostało przetransportowanych samolotem C-130 z Takhli do bazy śmigłowców w Udorn wieczorem 20 listopada. Siły specjalne zostały zorganizowane w trzy plutony: 14-osobową grupę szturmową o kryptonimie Blueboy, która miała awaryjnie lądować na terenie kompleksu obozowego; 22-osobową grupę wsparcia Greenleaf, która miała zapewnić natychmiastowe wsparcie dla zespołu szturmowego, oraz 20-osobową grupę zabezpieczającą Redwine, która miała chronić teren obozu przed odsieczą sił Wietnamskiej Armii Ludowej i zapewnić wsparcie w razie potrzeby dla którejkolwiek z dwóch pozostałych grup. Simons (używający znaku wywoławczego Axle) towarzyszył grupie Greenleaf, podczas gdy dowódca sił lądowych, ppłk Elliott P. „Bud” Sydnor Jr. (Wildroot), był z grupą Redwine.
Żołnierze byli dobrze uzbrojeni, posiadali łącznie 51 sztuk broni krótkiej, 48 karabinów CAR-15, dwa karabiny M16, cztery granatniki M79, dwie strzelby i cztery karabiny maszynowe M60. Mieli przy sobie także 15 min M18A1 Claymore, 11 ładunków burzących i 213 granatów ręcznych, a także wiele nożyc do cięcia drutu, przecinaków do śrub, siekier, pił łańcuchowych, łomów, lin, megafonów, świateł i innego sprzętu (w dużej mierze pozyskanego ze źródeł komercyjnych) potrzebnego do wykonania misji. Siły lądowe zostały również wyposażone w 58 radiotelefonów UHF-AM i 34 radiotelefony VHF-FM, w tym osobiste radio do wezwania pomocy w razie potrzeby dla każdego żołnierza.

### Wsparcie lotnicze

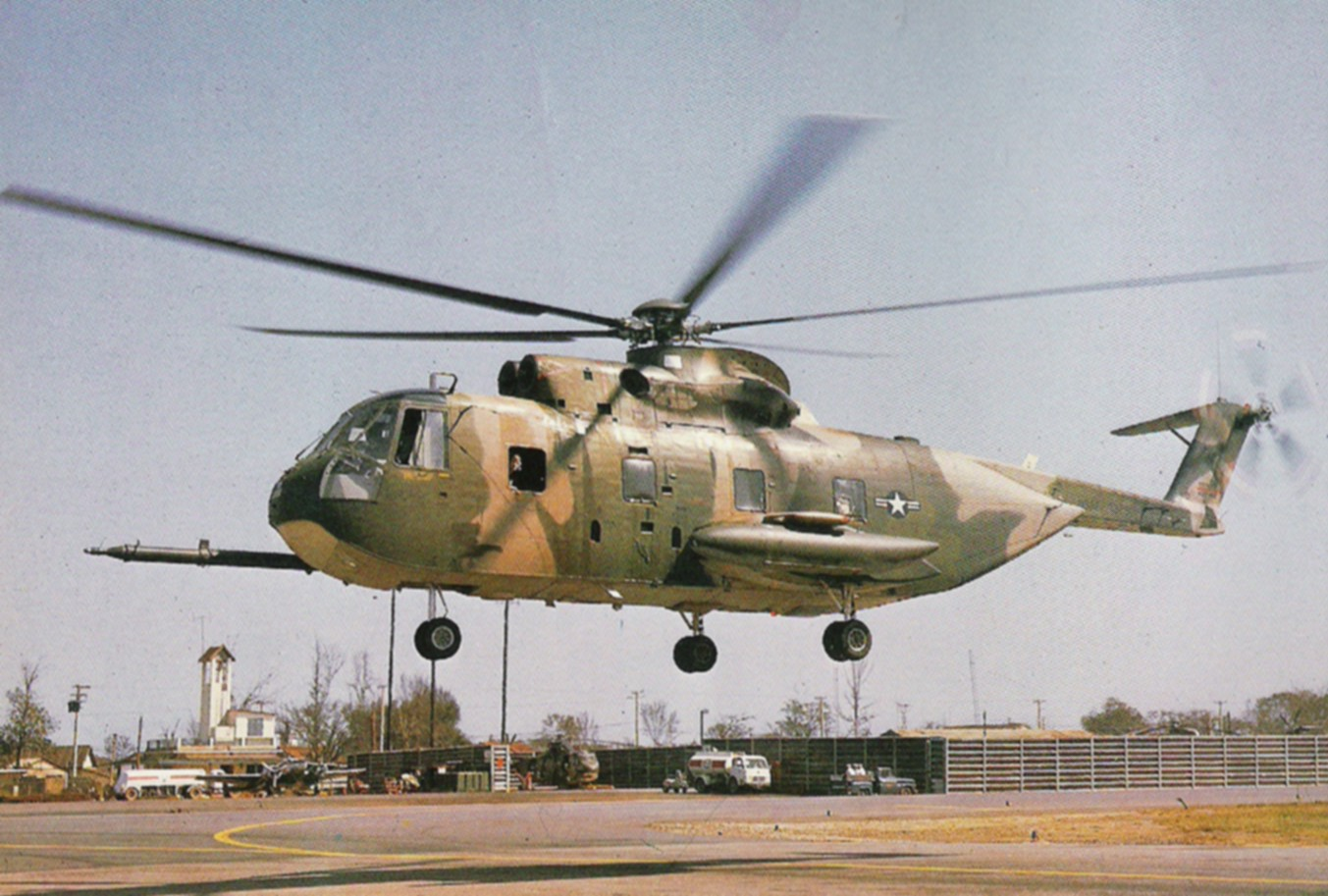
HH-3E „Jolly Green”, identyczny jak śmigłowiec transportujący grupę szturmową Blueboy

W operacji wzięło udział 116 samolotów (59 marynarki wojennej i 57 sił powietrznych), przy czym 28 samolotów (obsługiwanych przez 92 lotników) pełniło bezpośrednie role w obszarze docelowym. Do nawigacji podczas misji przydzielono dwa samoloty C-130E(I) Combat Talon, zmodyfikowane poprzez tymczasowe dodanie zestawów FLIR. Jeden z nich miał dowodzić „formacją szturmową” śmigłowców (Cherry 01), a drugi eskortować „formację uderzeniową” A-1 (Cherry 02) . Ze względu na różnice w prędkościach przelotowych śmigłowców i samolotów ze skrzydłami stałymi siły leciały oddzielnymi trasami, przy czym szybsza formacja uderzeniowa leciała kilka minut za formacją śmigłowców i poruszała się zygzakiem, aby nieco zwolnić. Każda załoga Combat Talon szkoliła się na krzyż, aby zrozumieć rolę pozostałych załóg, ale formacja szturmowa musiała mieć dowódcę nawigacyjnego z czterema w pełni sprawnymi silnikami przez całą drogę do celu.

28 samolotów z bezpośrednimi rolami w akcji to:
| #  | Typ                     | Znak wywoławczy     | Jednostka macierzysta                                                              | Zadanie                                                                                                |
| -- | ----------------------- | ------------------- | ---------------------------------------------------------------------------------- | --- |
| 2  | MC-130E(I) Combat Talon | Cherry 01–02        | 7th Special Operations Squadron, Det. 2 1st Special Operations Wing                | nawigacja sił ratowniczych, dowodzenie powietrzne i oświetlanie celu                                   |
| 2  | HC-130P Hercules        | Lime 01–02          | 39th Aerospace Rescue and Recovery Squadron                                        | nawigacja i tankowanie sił ratowniczych, dowodzenie powietrzne                                         |
| 5  | HH-53C Super Jolly      | Apple 01–05         | (563d Rescue Group)                                                                | transport zespołów wsparcia: (01, 02), śmigłowiec szturmowy (03) i ewakuacja jeńców wojennych (04, 05) |
| 1  | HH-3E Jolly Green       | Banana              | 37th Aerospace Rescue and Recovery Squadron (3rd ARRG)                             | transport zespołu szturmowego                                                                          |
| 5  | A-1E Skyraider          | Peach 01–05         | 1st Special Operations Squadron (56th Fighter Wing)                                | bezpośrednie wsparcie lotnicze nad celem                                                               |
| 10 | F-4D Phantom            | Falcon 01–05, 11–15 | 13th Fighter Squadron, 555th Fighter Squadron (432nd Tactical Reconnaissance Wing) | bojowy patrol powietrzny nad obszarem docelowym na dużej wysokości                                     |
| 5  | F-105G Wild Weasel III  | Firebird 01–05      | 6010th Wild Weasel Squadron (388th Fighter Wing)                                   | zestrzeliwanie pocisków ziemia-powietrze na dużych wysokościach                                        |

## Wykonanie operacji Kingpin

### Penetracja do Wietnamu Północnego
Począwszy od 22:00 20 listopada 1970 roku samoloty zaczęły opuszczać pięć baz w Tajlandii i jedną w Wietnamie Południowym. Cherry 02, eskorta Combat Talon dla formacji uderzeniowej A-1, wystartowała z Takhli o 22:25. Cherry 01, którego start zaplanowano na pół godziny później, miał trudności z uruchomieniem silnika i wystartował z 23-minutowym opóźnieniem o 23:18. Załoga skorygowała swój plan lotu i nadrobiła czas stracony na uruchomienie silnika. O 23:07 dwa tankowce powietrzne HC-130P (znaki wywoławcze Lime 01 i Lime 02) wystartowały z Udorn, a dziesięć minut po nich śmigłowce. Krótko po północy samoloty A-1 Skyraider wystartowały z bazy Nakhon Phanom nie używając żadnego oświetlenia. Śmigłowce napotkały gęste chmury nad północnym Laosem na ustalonej wysokości tankowania, dlatego wzniosły się na wysokość 2100 m powyżej poziomu gruntu, aby zatankować z Lime 01 na czwartym etapie planu lotu. Lime 01 poprowadził je następnie do kolejnego punktu kontrolnego w celu przekazania Cherry 01 o 1:16.
Formacje leciały mniej więcej równoległymi trasami, które przecinały Laos na zachód od Równiny Dzbanów, po czym skręciły na północny wschód. Obie formacje pokonywały dwanaście zaplanowanych odcinków. Trasa lotu była korytarzem o szerokości 9,7 km, która była niezbędna do bezpiecznego ominięcia terenu w przypadku rozbicia formacji lub utraty pozycji startowej przez śmigłowiec. Nawigatorzy Combat Talon mieli za zadanie utrzymać formacje na linii środkowej korytarza. Piloci obu formacji potrzebowali trasy lotu opadających odcinków, utrzymując wysokość 300 m nad poziomem gruntu w dolinach górskich, ponieważ HH-3E miał trudności ze wznoszeniem się w formacji. Samoloty Combat Talon C-130 miały problemy z kontrolowaniem lotu przy wymaganej prędkości, a samoloty A-1 były ograniczone przez ciężki ładunek uzbrojenia.
Niskie prędkości niezbędne dla formacji, 105 węzłów (194 km/h) dla śmigłowców i 145 węzłów (269 km/h) dla A-1, obniżyły sprawność niemal wszystkich trybów działania radarów nawigacyjnych AN/APQ-115 TF/TA samolotu Combat Talon. Tryb Terrain Following obliczał zmiany wysokości tylko do zaprogramowanej minimalnej prędkości lotu 160 węzłów (300 km/h), znacznie wykraczającej poza parametry misji. Tryb Terrain Avoidance (zaadaptowany z radaru AN/APQ-99 samolotu rozpoznawczego RF-4C) był zniekształcony przez wysoko umieszczony nos samolotu, wynikający z niskiej prędkości, i nie wyświetlał już niebezpiecznego terenu bezpośrednio przed lub pod trasą lotu Combat Talon. Radar dopplerowski (używany do obliczania dryfu wiatru i prędkości względem ziemi) często musiał korzystać z informacji w pamięci komputera z powodu luk w przetwarzaniu danych. Chociaż radar mapujący ziemię (korelacja punktów orientacyjnych pokazanych na mapach z sygnałami radarowymi) nie został naruszony, teren porośnięty dżunglą nie zapewniał łatwo identyfikowalnych punktów. Wszystkie te niedogodności zostały przezwyciężone dzięki zewnętrznej instalacji FLIR, która łatwo identyfikowała rzeki i jeziora używane jako punkty odbicia.

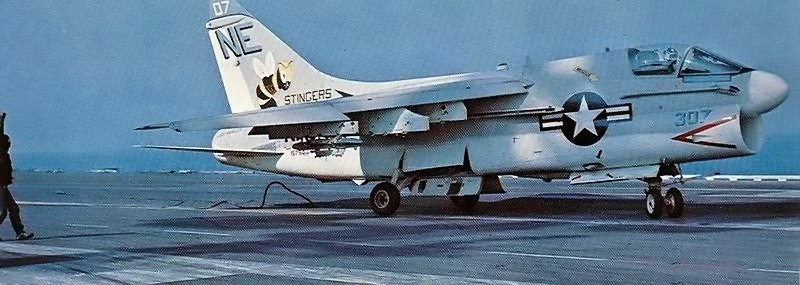
VA-113 A-7E na pokładzie USS „Ranger” (1970–1971)

Formacja szturmowa zbliżała się od południowego zachodu, wykorzystując zakłócenia odbite od gór, aby ukryć się przed radary, podczas gdy samoloty marynarki wojennej wystartowały o 1:00 21 listopada z lotniskowców USS „Oriskany” i „Ranger” w największej nocnej operacji lotniskowców podczas wojny w Wietnamie. Począwszy od 1:52, 20 samolotów A-7 Corsair i A-6 Intruder, lecących parami na zwiększonych wysokościach, aby zniwelować możliwość kolizji na ich trasach lotu, wleciało w przestrzeń powietrzną Wietnamu Północnego po trzech trasach, zrzucając flary, aby symulować atak. Ostatnia fala zrzucała również paski foliowe, aby naśladować minowanie portu w Hajfongu. Nad Zatoką Tonkińską 24 inne samoloty na 13 trasach zapewniały wsparcie i osłonę. Operacja wywołała o 2:17 gorączkową reakcję obrony powietrznej, która zapewniła wysoce skuteczną dywersję dla grupy rajdowej i całkowicie zaangażowała północnowietnamski system obrony powietrznej.
Obie formacje USAF przez okres 13 minut były nieuchronnie, ale osobno wystawione po kilka minut każda na wykrycie przez radar wczesnego ostrzegania zlokalizowany w Nà Sản, 48 km na północ, ponieważ trasy lotu musiały zostać wyznaczone wokół nierozpoznanych gór. Żadna z formacji nie została wykryta, prawdopodobnie z powodu dywersji. Siły operacyjne wkroczyły do doliny Rzeki Czerwonej na wysokości 150 m nad poziomem gruntu, gdzie panowały idealne warunki pogodowe, a widoczność była doskonała. Formacja śmigłowców osiągnęła swój punkt startowy (20 kilometrów i 12 minut lotu od Son Tây), a formacja uderzeniowa A-1 była dwie minuty za nią, zgodnie z planem. Śmigłowiec szturmowy HH-3E leciał w formacji tuż za i nad lewym końcem skrzydła Cherry 01, zbliżając się do lidera, aby uzyskać dodatkową prędkość lotu potrzebną do bezpiecznego osiągnięcia prędkości przelotowej powyżej prędkości przeciągnięcia Combat Talon. Cherry 01 i dwa HH-53 przeznaczone do ewakuacji jeńców przyspieszyły, aby wznieść się na wysokość 460 m nad poziomem gruntu, podczas gdy cztery śmigłowce szturmowe rozbiły formację i zniżyły się na wysokość 61 m w jednym rzędzie, z zaplanowanym czasem lądowania wynoszącym czterdzieści pięć sekund.

### Atak
O 2:18 Cherry 01 przekazał sygnał „Alfa, Alfa, Alfa” do wszystkich samolotów, które przelatywały nad obozem i rozmieściły cztery flary, a następnie wykonał ostre zniżenie na 150 m, aby zrzucić dwa symulatory bitewne na południe i południowy wschód od Sơn Tây. Po tym, jak Apple 03 wykonał przelot połączony z ostrzałem z bocznych działek po wieżyczkach strażniczych rozmieszczonych wokół obozu, Cherry 01 pomyślnie zrzucił jeden z dwóch zaplanowanych znaczników do zrzucenia napalmu jako punkt odniesienia dla A-1, a następnie opuścił obszar docelowy w kierunku punktu oczekiwania nad Laosem, gdzie miał zapewnić radionawigację dla odlatujących samolotów.
Śmigłowce szturmowe w pojedynczym rzędzie napotkały wiatr, który spowodował, że zerwały szyk 140 m na prawo od zamierzonej trasy. Piloci Apple 03, prowadzącego śmigłowca szturmowego, zauważyli kompleks niemal identyczny pod względem wielkości i układu jak makieta obozu jenieckiego, na której ćwiczyli (wcześniej określony przez źródła wywiadowcze jako „szkoła średnia”) i skierowali się w jego stronę, a za nimi siły desantowe. Jednak lotnicy rozpoznali swój błąd, gdy zobaczyli rzekę obok rzeczywistej lokalizacji i skorygowali trasę lotu. Banana, HH-3E przewożący zespół szturmowy Blueboy, zszedł w niewłaściwe miejsce i zauważył, że dziedziniec był znacznie mniejszy niż spodziewany, a oczekiwana linia drzew otaczała kompleks, zamiast go przecinać. W tym czasie Blueboy (jak wcześniej przećwiczono) strzelali ze wszystkich otworów w śmigłowcu. Piloci Banana również rozpoznali błąd, włączyli moc i szybko skręcili na północ w kierunku rzeczywistego celu.
Pomimo błędu i wyższych drzew niż zakładano, co wymusiło bardziej strome zejście, zespół szturmowy pomyślnie wylądował awaryjnie na dziedzińcu obozu Sơn Tây o godzinie 2:19, strzelając ze wszystkich broni. Chociaż jeden żołnierz, pełniący funkcję strzelca pokładowego, został wyrzucony ze śmigłowca, jedynym poszkodowanym był inżynier pokładowy śmigłowca, którego kostka została złamana przez gwałtownie przesuniętą gaśnicę. Kapitan armii Richard J. Meadows użył megafonu, aby ogłosić swoją obecność oczekiwanym na miejscu jeńcom, a zespół rozproszył się w czterech grupach w szybkim ataku na obóz, zabijając strażników i metodycznie przeszukując pięć baraków, cela po celi.
Również o 2:19, Apple 01 (po tym, jak jego piloci zobaczyli, że Banana prowadzi ogień w pierwszej lokalizacji) wylądował z grupą wsparcia Greenleaf na południe od „szkoły średniej”, uważając, że jest to docelowy kompleks obozowy. Nieświadomy, że znajduje się 400 metrów od celu, samolot podniósł się, aby przenieść się do swojej strefy oczekiwania. „Szkoła średnia” była w rzeczywistości koszarami dla żołnierzy, którzy, zaalarmowani nieudanym atakiem grupy Banana, otworzyli ogień do Greenleaf, gdy dwa z jej oddziałów zaatakowały kompleks. Grupa wsparcia zaatakowała to miejsce bronią ręczną i granatami ręcznymi w ośmiominutowej strzelaninie, po której Simons oszacował, że zginęło od 100 do 200 wrogich żołnierzy. Dwa A-1 wsparły Greenleaf atakiem lotniczym przy użyciu bomb z białym fosforem na drewnianym pomoście na wschód od tego obszaru. Apple 01 powrócił o 2:23, a do 2:28 grupa wsparcia wycofała się pod ostrzałem i ponownie wsiadła do helikoptera w celu krótkiego przemieszczenia się do właściwego miejsca lądowania.
Pilot Apple 02 zauważył błędy w nawigacji helikopterów przed nim i wykonał ostry skręt w kierunku obozu. Obserwował również rozładunek Apple 01 w „szkole średniej” i zainicjował Plan Green, plan awaryjny na wypadek utraty lub nieobecności grupy Greenleaf. Grupa bezpieczeństwa Redwine, w tym dowódca sił lądowych Sydnor, wylądowała o 2:20 poza terenem obozu i natychmiast wykonała wcześniej przećwiczony plan awaryjny. W międzyczasie Cherry 02 przybył z siłami A-1, zrzucił dwa kolejne napalmowe znaczniki naziemne i odwracał uwagę, aby zamaskować obszar docelowy, zrzucając flary MK-6 i symulatory bitewne na skrzyżowaniach dróg, po których można się była spodziewać nadejścia północnowietnamskich odsieczy. Cherry 02 orbitował następnie w rejonie tuż na zachód od Czarnej Rzeki, działając jako wsparcie na wezwanie dla zespołów naziemnych, zakłócając północnowietnamską komunikację radiową i zapewniając bezpieczne łącze radiowe do stanowiska dowodzenia misją w Đà Nẵng.
Po dokładnym przeszukaniu, dwukrotnym na polecenia Meadowsa, trzy zespoły Blueboy odkryły, że w obozie nie ma żadnych jeńców wojennych. Meadows przekazał grupie dowodzenia sygnał kodowy „Negative Items”. Pathfinderzy oczyszczający strefę ewakuacyjną wysadzili wieżę ze sprzętem elektrycznym, co wyłączyło całą zachodnią stronę Sơn Tây, w tym teren obozu. O 2:29 Sydnor nakazał A-1 zaatakować most drogowy nad Song Con prowadzący do tego obszaru, a trzy minuty później wezwał HH-53 stojące na ziemi w strefie oczekiwania. Zanim przybył pierwszy helikopter, konwój ciężarówek zbliżył się do obozu od południa, ale został zatrzymany przez dwa zespoły osłonowe Redwine, z których każdy żołnierz wystrzelił z lekkiego granatnika przeciwpancernego M72 w kierunku prowadzącego pojazdu.
O 2:28 operator walki elektronicznej Cherry 02 zauważył, że radary kontroli ognia Fan Song dla północnowietnamskich stanowisk rakietowych SA-2 zostały aktywowane. Wystrzeliwanie rakiet w kierunku F-105 Wild Weasel rozpoczęło się o 2:35, kiedy to odpalono co najmniej 36 pocisków. Jeden F-105 został na krótko objęty płonącym paliwem w wyniku bliskiej eksplozji rakiety o 2:40 i powrócił do bazy. Jego następca został poważnie uszkodzony sześć minut później przez inny pocisk. Dwadzieścia innych rakiet wystrzelonych w samoloty marynarki wojennej chybiło. Dwa myśliwce przechwytujące MiG-21 będące w gotowości w bazie lotniczej Phúc Yên nigdy nie otrzymały pozwolenia na start, pomimo kilku próśb.

### Ewakuacja
Śmigłowce HH-53 powróciły pojedynczo do strefy ewakuacyjnej pośród ostrzału rakietowego, lecąc znacznie poniżej minimalnego efektywnego pułapu pocisków. Apple 01 wylądował jako pierwszy o 2:37, wystartował z pasażerami o 2:40, a minutę później wylądował Apple 02, który odleciał o 2:45. Apple 03, ostatni śmigłowiec, otrzymał zgodę na opuszczenie strefy ewakuacyjnej o 2:48. Całą akcję przeprowadzono w ciągu zaledwie 27 minut, poniżej zaplanowanego optymalnego czasu 30 minut. Chociaż początkowo obawiano się, że jeden żołnierze został w tyle, to wszyscy uczestnicy akcji zostali ewakuowani. Żołnierz o nazwisku Redwine został ranny w nogę, tym samym był jedynym Amerykaninem, który przelał krew podczas tej akcji.
Krótko po starcie Apple 03 pomylił myśliwiec wsparcia z MiG-iem i wydał ostrzeżenie, a chociaż jeden z samolotów bojowych Apple KC-135 wspierających misję wydał komunikat, że żaden MiG nie wystartował, to wszystkie maszyny zeszły na wysokość wierzchołków drzew. Apple 04 zgłosił, że wystrzelono w jego kierunku pocisk powietrze-powietrze, który chybił, ale później ustalono, że były to rakiety lotnicze wystrzelone w zbocze wzgórza przez jeden z eskortowych A-1, zrzucający balast, aby zwiększyć manewrowość w wyniku błędnego wezwania MiG-a.
Formacja szturmowa opuściła Wietnam Północny o 3:15 i wylądowała z powrotem w Udorn o 4:28, pięć godzin po starcie. Załoga uszkodzonego F-105 została zmuszona do katapultowania się nad północnym Laosem, trzydzieści minut po trafieniu i w zasięgu wzroku tankowca, gdy jego silnik zapalił się z powodu braku paliwa. Alleycat, samolot C-130E Airborne Control and Command (ABCCC) krążący w tym czasie nad północnym Laosem, koordynował działania z kilkoma podmiotami USAF, w tym Brigham Control w Tajlandii i zasobami naziemnymi w Laosie, aby osłaniać zestrzelonych członków załogi przy użyciu samolotów wsparcia do czasu zorganizowania akcji poszukiwawczo-ratunkowej. Lime 01, tankujący w Udorn, wystartował ponownie, używając znaku wywoławczego King 21, aby skoordynować akcję ratunkową, podczas gdy Lime 02 tankował Apple 04 i Apple 05, aby wydłużyć czas ich lotu. Wspierane przez samolot C-123 Candlestick, który został przekierowany ze swojej stacji na inną misję przez Alleycat, wysłano siły poszukiwawczo-ratunkowe, a gdy ich samoloty A-1 przybyły z Nakhon Phanom, aby osłaniać akcję ratunkową, Apple 04 i Apple 05 przejęły po jednym zestrzelonym lotniku o świcie po trzech godzinach spędzonych na nieprzyjacielskiej ziemi.

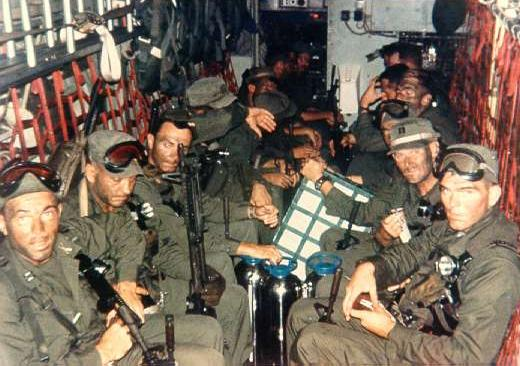
Grupa szturmowa Blueboy na pokładzie HH-3E na początku misji. Kpt. Richard Meadows siedzi po lewej
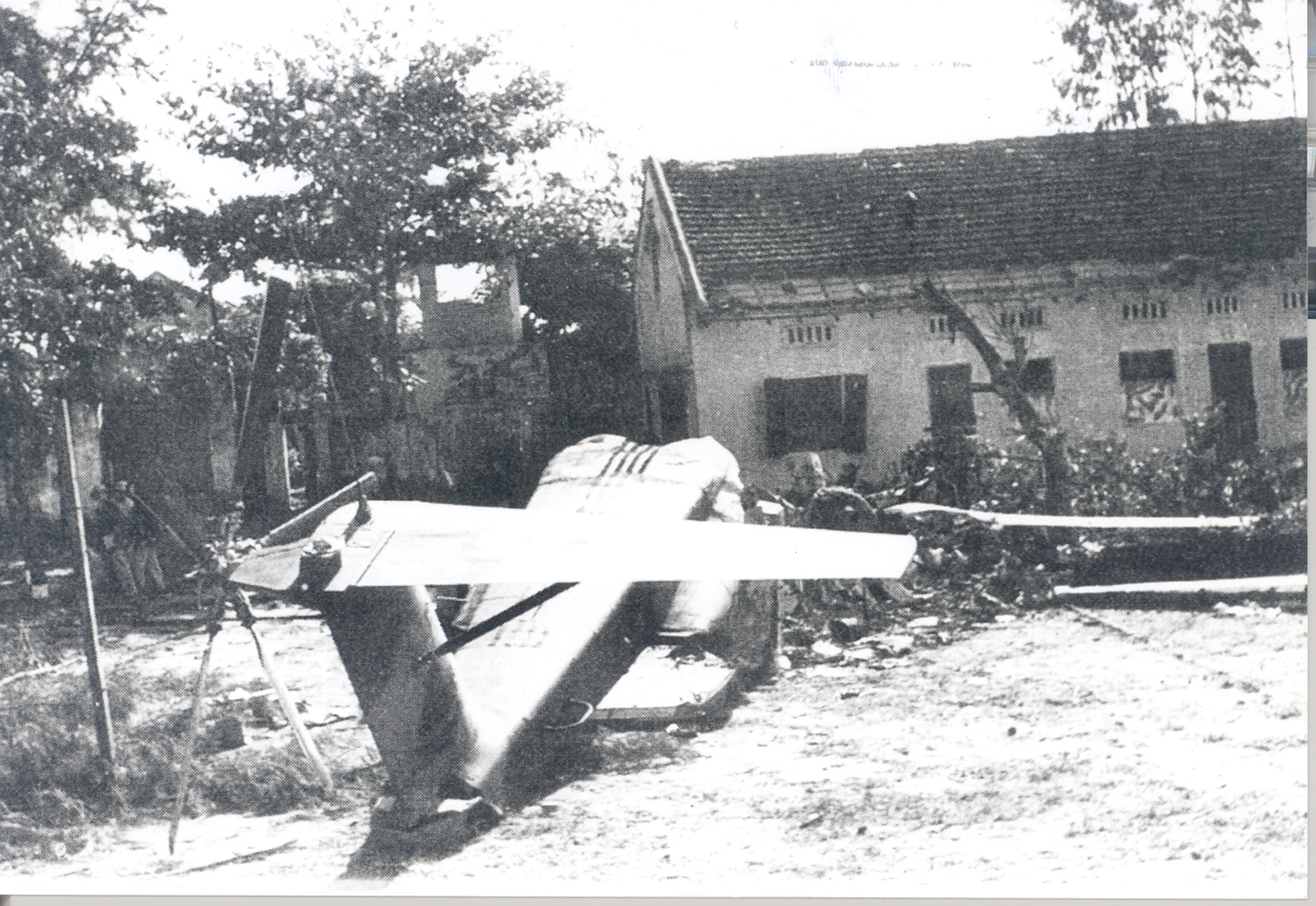
HH-3E na terenie obozu, widok na wschód. Wieżyczka strażnicza znajduje się bezpośrednio nad wschodnią bramą
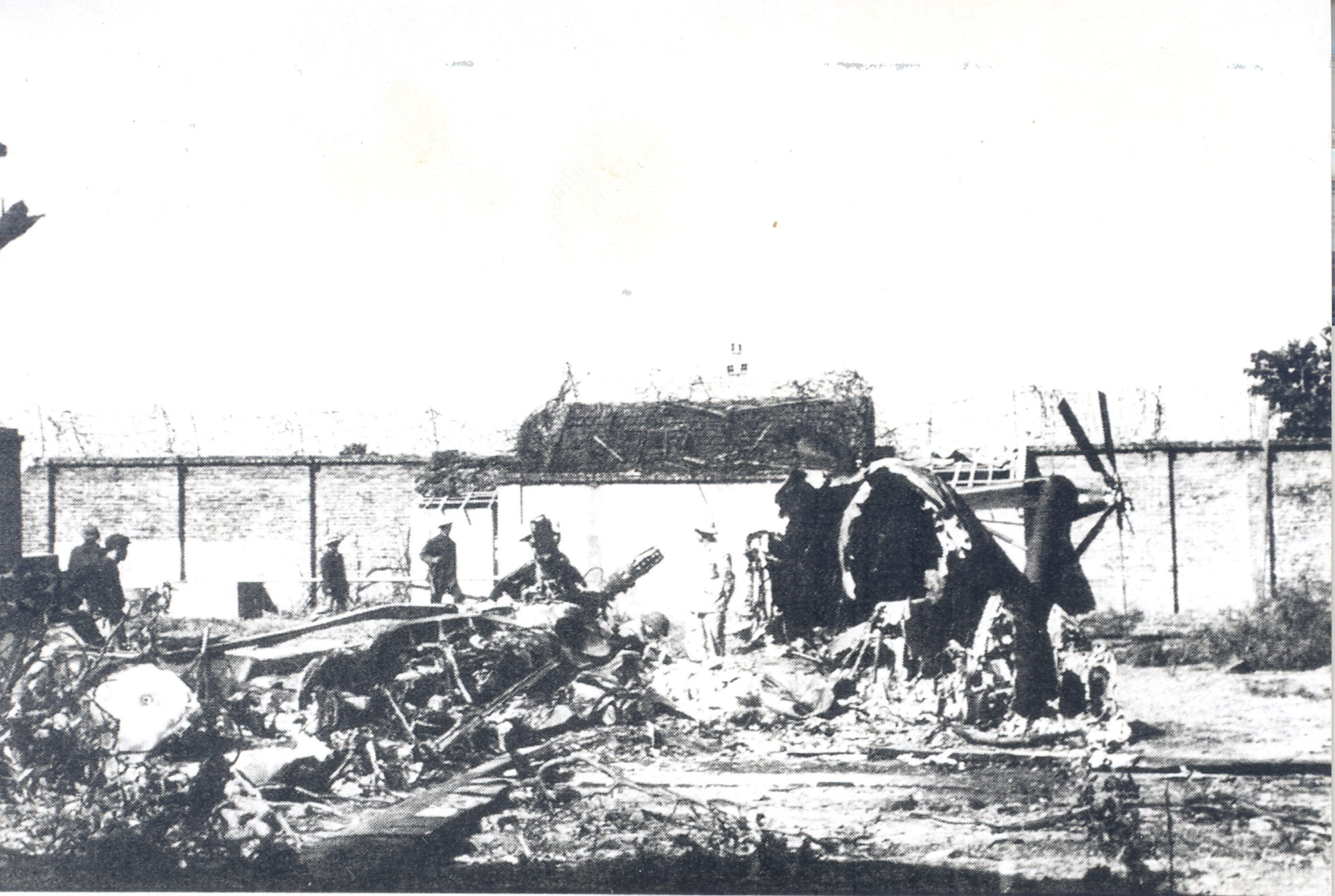
Wrak HH-3E patrząc w kierunku zachodniego muru kompleksu, z rzeką w tle
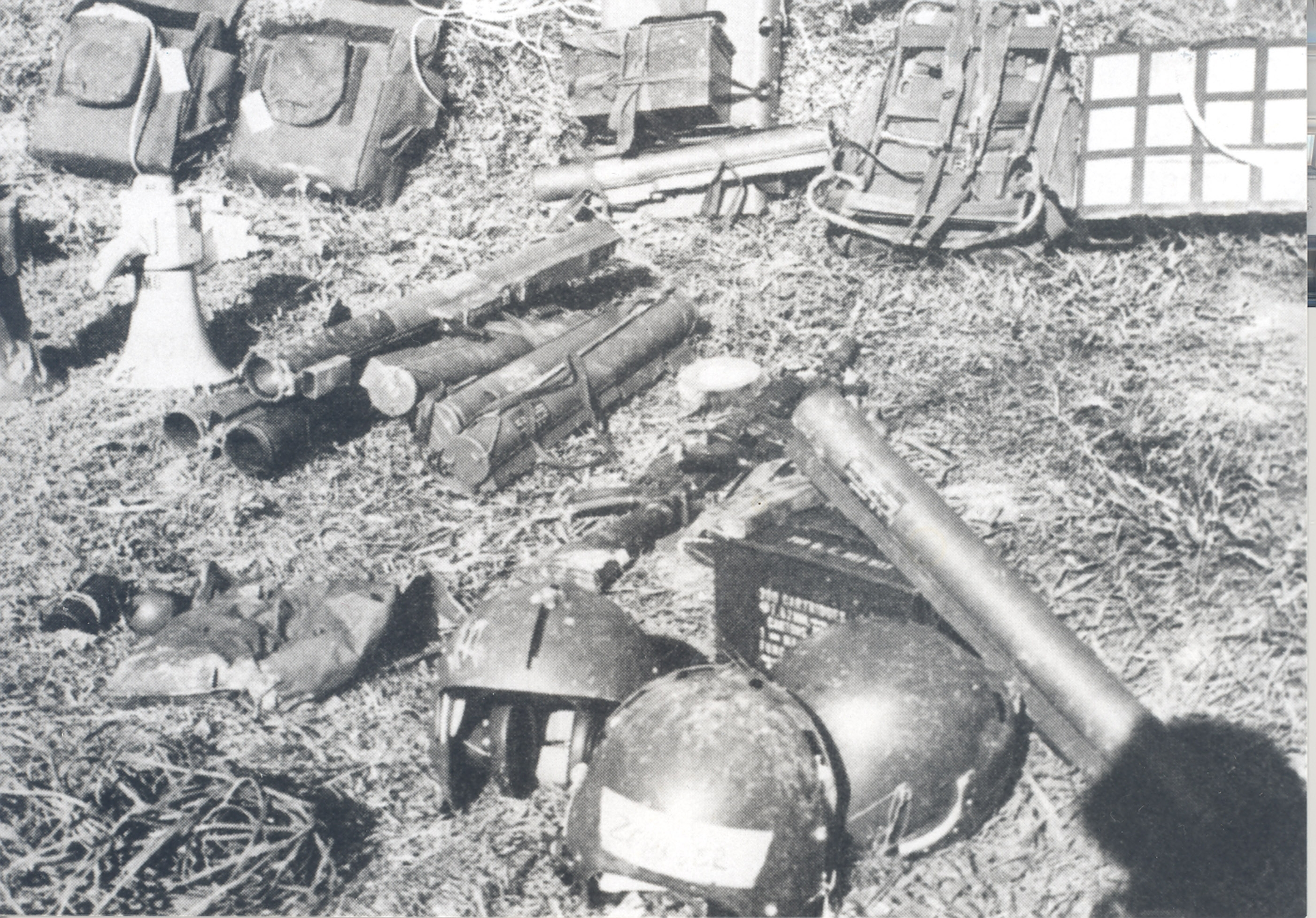
Sprzęt pozostawiony przez żołnierzy sił specjalnych w Sơn Tây

## Następstwa

### Kontrowersje wywiadowcze

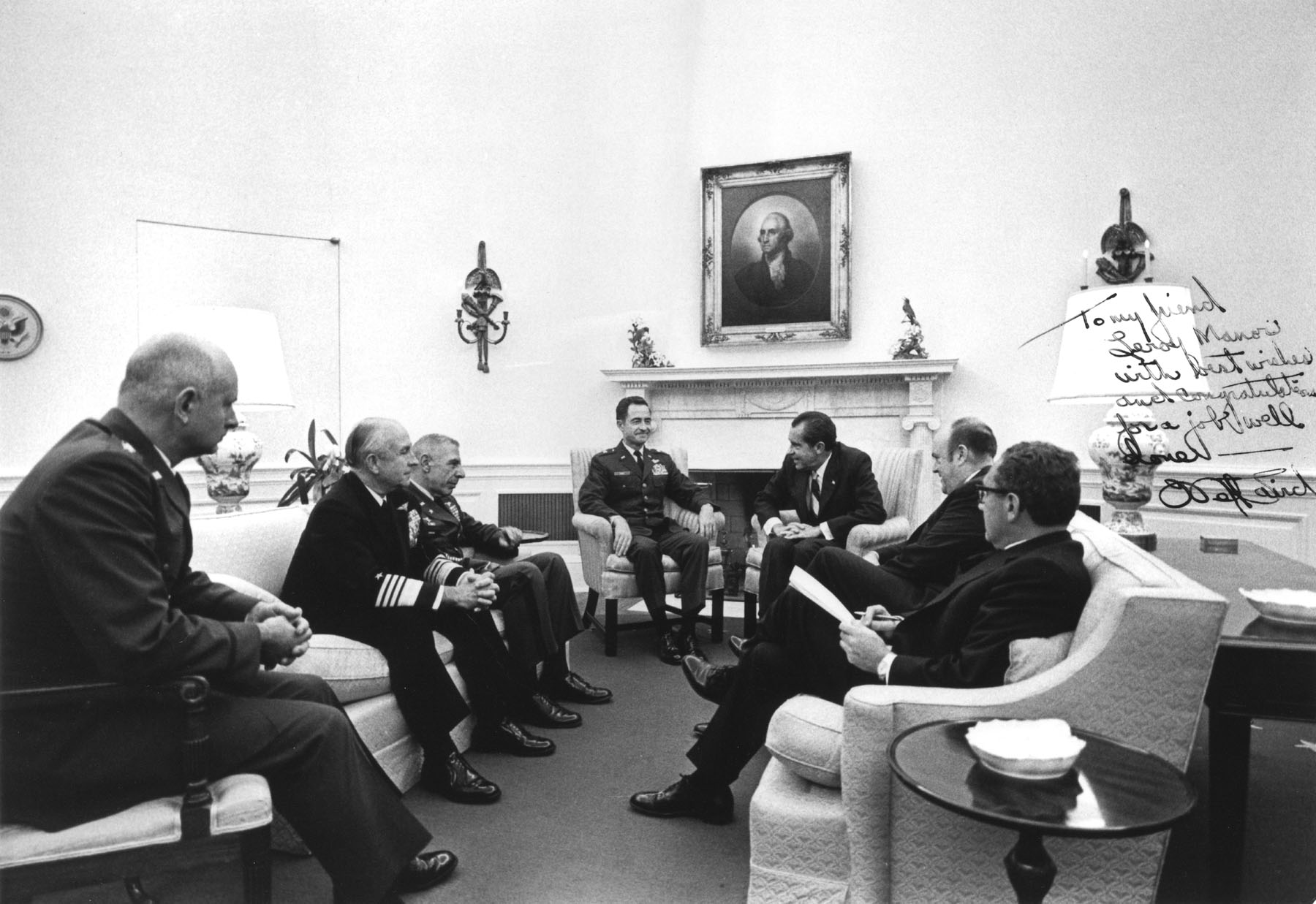
Odprawa Simonsa i Manora (odpowiednio 3. i 4. od lewej) w Gabinecie Owalnym po akcji

Chociaż misję uznano za „taktyczny sukces” ze względu na jej wykonanie i pokaz zdolności amerykańskich sił specjalnych, krytycy ogłosili ją „porażką wywiadowczą”. 65 jeńców z Sơn Tây zostało przeniesionych 14 lipca, ponieważ z miejscowych studni nie można było już czerpać wody, prawdopodobnie z powodu ich skażenia przez powodzie, do obozu położonego 24 km bliżej Hanoi, który jeńcy nazwali „Camp Faith”. Istnienie „Camp Faith” (Dong Hoi) zostało ujawnione wywiadowi USA dopiero w czwartek 19 listopada 1970 roku w zaszyfrowanej wiadomości od Nguyena Van Hoanga, agenta pracującego w Wietnamie Północnym. Mimo że obóz znajdował się stosunkowo blisko Sơn Tây, ryzyko katastrofalnych skutków wynikających z braku rozpoznania, planowania i przeprowadzonych prób na innym obiekcie uniemożliwiło zmianę celu w ostatniej chwili. Misja mająca za cel Camp Faith wymagałaby długiego opóźnienia w celu uzyskania nowego terminu z akceptowalnymi warunkami pogodowymi, co zwiększało prawdopodobieństwo naruszenia bezpieczeństwa operacji i dodatkowo uniemożliwiło dotarcie personelu i sprzętu do nadrzędnych dowództw. Nowe raporty o rosnącej liczbie zgonów wśród jeńców wojennych zdecydowanie przemawiały przeciwko takiemu opóźnieniu akcji. Rajd przebiegł zgodnie z planem, z założeniem że wznowiona aktywność w Sơn Tây odnotowana na zdjęciach z rozpoznania lotniczego wykonanych 13 listopada była związana z jeńcami wojennymi.
Pomimo niedociągnięć wywiadowczych, zebranie dokładnych informacji wywiadowczych na potrzeby operacji, zarówno pod względem jakości, jak i ilości, było bardzo udane. Niedociągnięcia leżały w „kompartmentalizacji” informacji i izolacji JTCG od „normalnego przepływu informacji wywiadowczych”. Już w grupie Polar Circle, która przeprowadziła ocenę możliwości przeprowadzenia operacji w ośrodku Defense Intelligence Agency w Arlington Hall, a nie w Pentagonie, żołnierze byli izolowani od kontaktu ze światem zewnętrznym i ściśle monitorowani, aby zapobiec przypadkowym przeciekom informacji, które mogłyby nieodwracalnie zaszkodzić bezpieczeństwu akcji. W swojej historii operacji John Gargus, jej planista i uczestnik, utrzymuje, że nie ma dowodów na to, aby ktokolwiek w społeczności wywiadowczej wiedział, że jeńcy wojenni zostali usunięci z obozu w Sơn Tây. Dopuścił jednak możliwość istnienia osobnych skrawków informacji tego rodzaju: „Przyznajemy, że rajd został przeprowadzony, ponieważ ci, którzy mieli prawidłowe informacje wywiadowcze, nie wiedzieli, że ktoś rozważa ratowanie jeńców wojennych”.
Kiedy otrzymano jedyną informację wywiadowczą sugerującą brak jeńców w Sơn Tây (zaszyfrowana wiadomość w paczce papierosów, która wymieniała obozy jenieckie i liczbę jeńców w każdym z nich – bez wzmianki o Sơn Tây), co skłoniło Defense Intelligence Agency do przeprowadzenia intensywnej ponownej analizy wszystkich danych, był to dzień przed rozpoczęciem akcji. Gotowy nocny raport został przedstawiony dowódcom (w tym admirałowi Moorerowi) w dniu operacji. Misję przyspieszono o 24 godziny z powodu tajfunu Patsy, a różnica czasu z Azją Południowo-Wschodnią wyniosła 12 godzin. Kiedy o 5:00 czasu waszyngtońskiego odbyło się ostatnie spotkanie z sekretarzem obrony Lairdem w celu ustalenia, czy misja powinna się odbyć, jej start miał nastąpić za mniej niż pięć godzin. Nie było konsensusu co do wiarygodności danych, a Blackburn był zdecydowanie skłonny do jej przeprowadzenia. Jeden z analityków wojskowych wysunął teorię, że w rezultacie decydenci najwyższego szczebla ulegli zjawisku „myślenia grupowego”.
Departament Obrony przeprowadził dochodzenie w sprawie możliwego naruszenia bezpieczeństwa jako przyczyny przeniesienia jeńców i doszedł do wniosku, że takowe nie miało miejsca. Intensywność krytyki i późniejsze wycieki informacji, w tym raportów z operacji, skłoniły administrację Nixona do reorganizacji zarówno wojskowej sieci komunikacyjnej, jak i aparatu wywiadowczego rządu.

## Wyróżnienie uczestników akcji
Za swoje działania w operacji Ivory Coast członkowie grupy zadaniowej otrzymali aż sześć Krzyży za Wybitną Służbę, pięć Krzyży Sił Powietrznych i co najmniej 85 Srebrnych Gwiazd, w tym wszyscy członkowie sił lądowych, którzy nie otrzymali DSC. Manor został odznaczony Medalem za Wybitną Służbę. Łącznie 49 żołnierzy otrzymało Srebrną Gwiazdą za bohaterstwo w tej operacji.

## Znaczenie operacji
Krytyka operacji, szczególnie w mediach oraz ze strony przeciwników zaangażowania USA w wojnę w Wietnamie oraz administracji Nixona, była niezwykle ostra i trwała długo. Nie tylko sama misja została skrytykowana jako wynik słabego wywiadu, ale także oskarżono ją o wzmożenie znęcania się nad amerykańskimi jeńcami przez Wietnamczyków.
W rzeczywistości jednak po akcji Wietnamczycy z Północy skonsolidowali swoje obozy jenieckie w centralnych kompleksach więziennych. Obszar „Hanoi Hilton”, w którym wcześniej przebywali więźniowie cywilni i jeńcy południowowietnamscy, stał się „Camp Unity”, blokiem dużych wspólnych obszarów mieszczących po 50 jeńców. Po repatriacji wielu jeńców wojennych stwierdziło, że bliski kontakt z innymi Amerykanami podniósł ich morale, podobnie jak wiedza o przeprowadzonej misji ratunkowej. Niektórzy jeńcy stwierdzili, że żywność, opieka medyczna, a nawet pozornie błahe rzeczy, takie jak dostarczanie poczty, znacznie się poprawiły po tej akcji.